# Roman Christen
Roman Christen (ur. 4 stycznia 1966) – niemiecki florecista, srebrny mistrzostw świata.
Podczas mistrzostw świata w Denver w 1989 roku reprezentanci RFN w składzie: Thorsten Weidner, Mathias Gey, Thomas Endres, Alexander Koch i Roman Christen zdobyli srebrny medal we florecie drużynowym. Był to jedyny medal wywalczony przez Christena w zawodach tego cyklu. W turnieju indywidualnym zajął tam czternaste miejsce.
Nigdy nie wziął udziału w igrzyskach olimpijskich.
Po zakończeniu kariery pracował jako trener.